# James Kerrigan
James Kerrigan (ur. 25 grudnia 1828 w Nowym Jorku, zm. 1 listopada 1899 w Brooklynie) – amerykański polityk, niezależny demokrata.

## Działalność polityczna
W okresie od 4 marca 1861 do 3 marca 1863 przez jedną kadencję był przedstawicielem 4. okręgu wyborczego w stanie Nowy Jork w Izbie Reprezentantów Stanów Zjednoczonych.